# 도쿄 예술대학

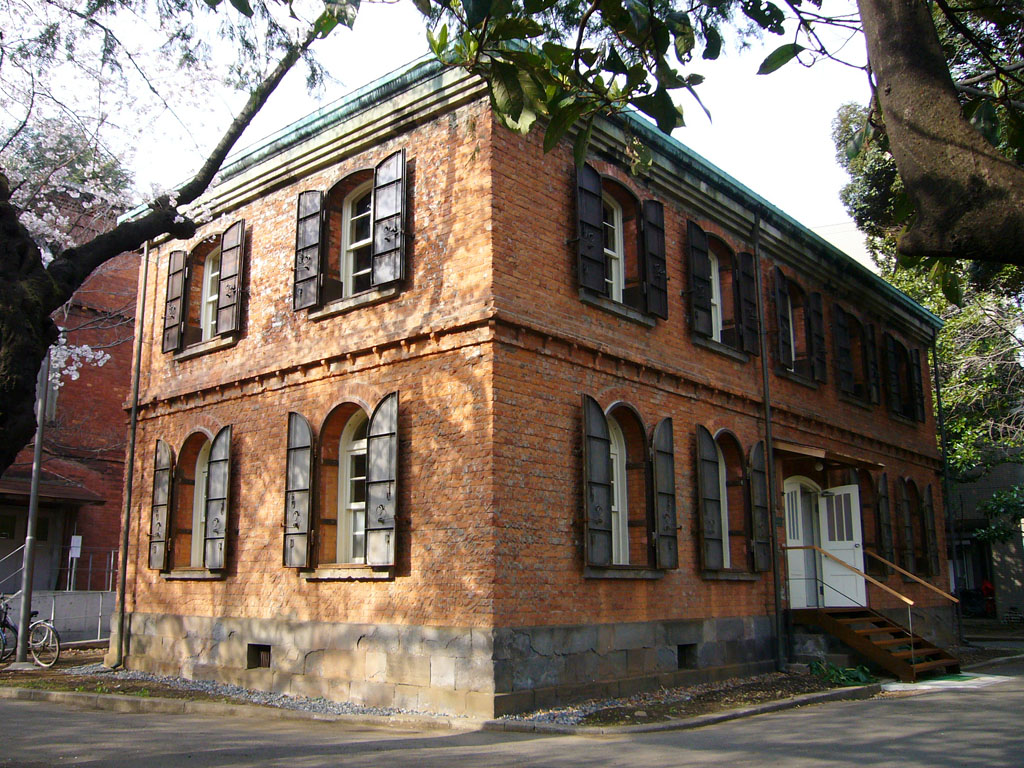
붉은 벽돌 1호관（옛 교육박물관 서고)

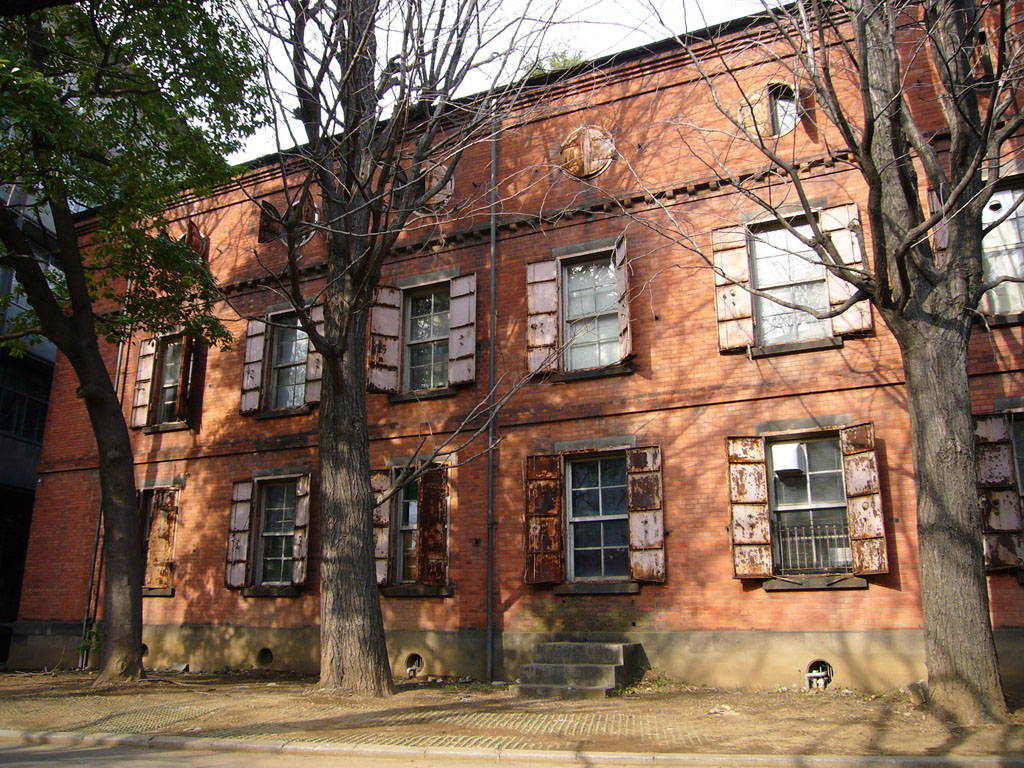
붉은 벽돌 2호관（옛 도쿄 도서관 서고)

도쿄 예술대학(일본어: 東京藝術大学, Tokyo University of the Arts(TUA))은 도쿄에 있는 일본의 국립 예술대학이다.
1949년에 도쿄 미술학교와 도쿄 음악학교를 합병해 창립되었다. 두 학교는 각각 1885년과 1887년에 새로 세워져 처음으로 운영이 시작된, 오래된 학교이다.
미술과 음악 부문에서 일본 예술계를 대표하는 학교이고 유명한 예술인을 다수 배출했다. 예술대학이라고 부르기도 한다.
미술 학부와 음악 학부의 2부 14과로 구성되어 있다. 미술과 음악 외에 영상 예술(영화, 애니메이션)·무대예술(연극, 무용)까지를 포괄한 종합예술대학으로 발전하려는 작업을 추진 중이다. 2005년 4월 대학원에 설치된 영상연구과는 이런 동향의 일환이다.